# 메이퀸

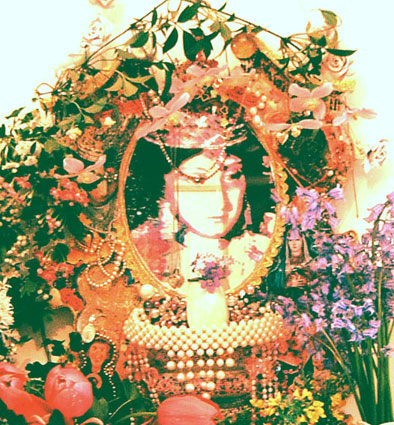

메이퀸(영어: May Queen)은 5월의 여왕을 뜻하는 말이다. 일반적으로 5월 1일 노동절(메이 데이)에 뽑는다. 순결함을 상징하는 흰색 가운과 티아라를 착용하고, 오월제 행사 퍼레이드의 맨 앞에 선다.